# Bồng chanh Bismarck
Bồng chanh Bismarck (danh pháp hai phần: Ceyx websteri) là một loài chim thuộc Họ Bồng chanh. Nó là loài đặc hữu của Papua New Guinea.
Môi trường sống tự nhiên của nó là vùng đất thấp khu rừng nhiệt đới hoặc cận nhiệt đới ẩm, sông, hồ nước ngọt, và đầm lầy nước ngọt. Nó đang bị đe dọa do mất nơi sống.